# Ceresium albopubens
Ceresium albopubens är en skalbaggsart som beskrevs av Leon Fairmaire 1891. Ceresium albopubens ingår i släktet Ceresium och familjen långhorningar.
Artens utbredningsområde är Seychellerna. Inga underarter finns listade i Catalogue of Life.